# Duplicado de acciones
En la constitución de sociedades anónimas, los accionistas, si el estatuto así lo dispone, una vez realizada la aportación inicial mínima legal, del 25% del capital suscrito, contará con un cierto plazo de tiempo para cumplir con su obligación de completar sus aportaciones. 
Puede darse el caso de que ese accionista se atrase en los pagos, dando origen a la figura del accionista moroso. En ese caso, una de las opciones que tiene la sociedad anónima es la de enajenar las acciones por cuenta y orden del accionista moroso. Surge el concepto de Duplicado de acciones, que representa el valor de la emisión de los duplicados de las acciones que emitirá la sociedad anónima. Esta emisión tendrá que hacerse respetando las condiciones de las acciones originales (primas de emisión, en su caso). 
El nuevo PGC 2007 no contempla una cuenta para representar contablemente este concepto, por lo que podríamos generar una cuenta llamada DUPLICADO DE ACCIONES, que identificaríamos con el código 1902.
- Datos: Q16303128